# Idioma tigré
El tigré (alfabeto ge'ez: ትግረ tigre o ትግሬ tigrē; también conocido como Xasa en Sudán; en alfabeto árabe: الخاصية ḫāṣiyah) es un idioma semítico que junto al tigriña se cree que es un descendiente directo del ya extinto idioma ge'ez. El ge'ez todavía se usa como lengua litúrgica de las Iglesias tewahedo ortodoxa etíope y eritrea. Para 1997, el tigré era hablado por aproximadamente 800 000 personas en Eritrea. El pueblo tigré se encuentra casi todo en el occidente de Eritrea, el resto habita la parte adyacente del Sudán. En Eritrea habitan la meseta central y norte y las playas del mar rojo al norte de Zula. No se debe confundir al pueblo tigré con sus vecinos del sur, el pueblo tigriña de Eritrea y Etiopía. La provincia septentrional etíope que ahora se llama la región de Tigray es territorio de los tigriñas.
Tradicionalmente se usaba el alfabeto árabe para escribir tigré, al menos entre los musulmanes. El alfabeto ge'ez ha sido usado desde la traducción de 1902 del nuevo testamento por Tewolde-Medhin Gebre-Medhin, Dawit Amanuel y misioneros suecos. Muchos musulmanes tigrés todavía usan el alfabeto árabe.[cita requerida]

## Fonología
El tigré ha preservado dos consonantes faríngeas del ge'ez. El inventario vocálico del ge'ez ha sido conservado casi por completo excepto por las dos vocales parecidas a la [ɐ] del AFI, y la [a] parece haberse dividido en dos fonemas que tienen la misma calidad vocálica (aunque difieren en longitud, /a/ contra /aː/). La distinción fonémica original de acuerdo a calidad vocálicas sobrevive en el tigriña y el amhárico. La vocal [ɐ] tradicionalmente llamada "vocal de primer orden" suele transcribirse como "ä" en lingüística semítica.
Los fonemas del tigré se muestran a continuación en tanto el AFI (dentro de paréntesis) y los símbolos comúnmente utilizados entre lingüistas que trabajan con los idiomas semíticos etíopes. Para la vocal larga /aː/ se usa "ā" como en Raz (1983). Tres consonantes, /p, p', x/, ocurren solo en algunos préstamos, y por esto se escriben entre paréntesis también.
Como en otros idiomas semíticos etíopes, el estatus fonémico de /ə/ es cuestionable, parece ser posible analizarlo como una vocal epentética que se introduce para separar grupos consonánticos.
|             |             | Labial | Dental | Palatal  | Velar | Faríngea | Glotal |
| ----------- | ----------- | ------ | ------ | -------- | ----- | -------- | ------ |
| Nasal       | Nasal       | m      | n      |          |       |          |        |
| Oclusiva    | Sorda       | (p)    | t      | č [tʃ]   | k     |          | ʔ      |
| Oclusiva    | Sonora      | b      | d      | ǧ [dʒ]   | ɡ     |          |        |
| Oclusiva    | Eyectiva    | (pʼ)   | tʼ     | č' [tʃʼ] | kʼ    |          |        |
| Fricativa   | Sorda       | f      | s      | š [ʃ]    | (x)   | ħ        | h      |
| Fricativa   | Sonora      |        | z      | ž [ʒ]    |       | ʕ        |        |
| Fricativa   | Eyectiva    |        | sʼ     |          |       |          |        |
| Aproximante | Aproximante |        | l      | y [j]    | w     |          |        |
| Rótica      | Rótica      |        | r      |          |       |          |        |

|            | Anterior | Central   | Posterior |
| ---------- | -------- | --------- | --------- |
| Cerrada    | i        | ə [ɨ]     | u         |
| Intermedia | e        |           | o         |
| Abierta    |          | a, ā [aː] |           |

### Longitud consonantal
La longitud en las consonantes es fonémica en el tigré, es decir, hay parejas de palabras que son diferentes únicamente en la longitud de alguna consonante, aunque muy pocas parejas. Algunas consonantes nunca ocurren como largas, estas son las faríngeas, las glotales, /w/ y /j/. En este idioma las consonantes largas aparecen casi solo geminadas como resultado de un proceso morfológico, hay escasos o quizá ningún ejemplo de palabras con una consonante larga en el lexema. La geminación es especialmente prominente en la morfología verbal.

## Sistema de escritura
|   | a | u | i | ā | e | ə | o | wä | wi | wa | we | wə |  |
| - | - | - | - | - | - | - | - | -- | -- | -- | -- | -- |  |
| h | ሀ | ሁ | ሂ | ሃ | ሄ | ህ | ሆ |    |    |    |    |    |  |
| l | ለ | ሉ | ሊ | ላ | ሌ | ል | ሎ |    |    |    |    |    |  |
| ḥ | ሐ | ሑ | ሒ | ሓ | ሔ | ሕ | ሖ |    |    |    |    |    |  |
| m | መ | ሙ | ሚ | ማ | ሜ | ም | ሞ |    |    |    |    |    |  |
| r | ረ | ሩ | ሪ | ራ | ሬ | ር | ሮ |    |    |    |    |    |  |
| s | ሰ | ሱ | ሲ | ሳ | ሴ | ስ | ሶ |    |    |    |    |    |  |
| š | ሸ | ሹ | ሺ | ሻ | ሼ | ሽ | ሾ |    |    |    |    |    |  |
| ḳ | ቀ | ቁ | ቂ | ቃ | ቄ | ቅ | ቆ | ቈ  | ቊ  | ቋ  | ቌ  | ቍ  |  |
| b | በ | ቡ | ቢ | ባ | ቤ | ብ | ቦ |    |    |    |    |    |  |
| t | ተ | ቱ | ቲ | ታ | ቴ | ት | ቶ |    |    |    |    |    |  |
| č | ቸ | ቹ | ቺ | ቻ | ቼ | ች | ቾ |    |    |    |    |    |  |
| ḫ | ኀ | ኁ | ኂ | ኃ | ኄ | ኅ | ኆ | ኈ  | ኊ  | ኋ  | ኌ  | ኍ  |  |
| n | ነ | ኑ | ኒ | ና | ኔ | ን | ኖ |    |    |    |    |    |  |
| ʾ | አ | ኡ | ኢ | ኣ | ኤ | እ | ኦ |    |    |    |    |    |  |
| k | ከ | ኩ | ኪ | ካ | ኬ | ክ | ኮ | ኰ  | ኲ  | ኳ  | ኴ  | ኵ  |  |
| w | ወ | ዉ | ዊ | ዋ | ዌ | ው | ዎ |    |    |    |    |    |  |
| ʿ | ዐ | ዑ | ዒ | ዓ | ዔ | ዕ | ዖ |    |    |    |    |    |  |
| z | ዘ | ዙ | ዚ | ዛ | ዜ | ዝ | ዞ |    |    |    |    |    |  |
| ž | ዠ | ዡ | ዢ | ዣ | ዤ | ዥ | ዦ |    |    |    |    |    |  |
| y | የ | ዩ | ዪ | ያ | ዬ | ይ | ዮ |    |    |    |    |    |  |
| d | ደ | ዱ | ዲ | ዳ | ዴ | ድ | ዶ |    |    |    |    |    |  |
| ǧ | ጀ | ጁ | ጂ | ጃ | ጄ | ጅ | ጆ |    |    |    |    |    |  |
| g | ገ | ጉ | ጊ | ጋ | ጌ | ግ | ጎ | ጐ  | ጒ  | ጓ  | ጔ  | ጕ  |  |
| ṭ | ጠ | ጡ | ጢ | ጣ | ጤ | ጥ | ጦ |    |    |    |    |    |  |
| č̣ | ጨ | ጩ | ጪ | ጫ | ጬ | ጭ | ጮ |    |    |    |    |    |  |
| p̣ | ጰ | ጱ | ጲ | ጳ | ጴ | ጵ | ጶ |    |    |    |    |    |  |
| ṣ | ጸ | ጹ | ጺ | ጻ | ጼ | ጽ | ጾ |    |    |    |    |    |  |
| f | ፈ | ፉ | ፊ | ፋ | ፌ | ፍ | ፎ |    |    |    |    |    |  |
| p | ፐ | ፑ | ፒ | ፓ | ፔ | ፕ | ፖ |    |    |    |    |    |  |
|   | ä | u | i | a | e | ə | o | wä | wi | wa | we | wə |  |